# Hesztia (almafajta)

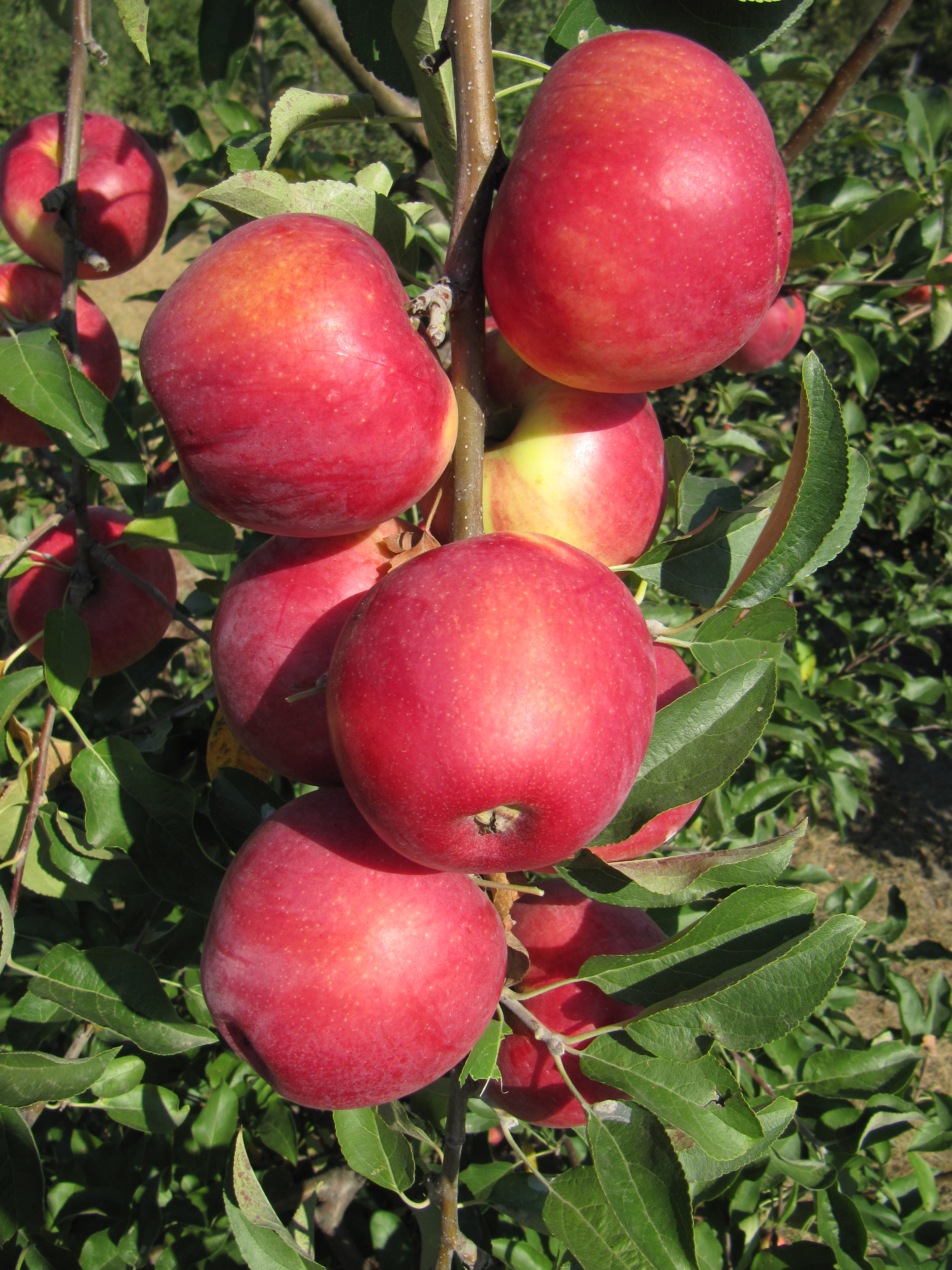
Hesztia almafajta

A Hesztia egy hazai nemesítésű, multirezisztens (az alma legfőbb betegségeinek ellenálló) almafajta, ennek köszönhetően az ökológiai szemléletű gazdaságok és házikertek meghatározó fajtája is lehet.
Gyümölcse elsősorban friss fogyasztásra való, mérete nagy, a héjat nagyrészt piros fedőszín borítja. Húsa világossárga, roppanó, lédús, édes-savas, kellemes aromájú. A közkedvelt világfajták között nincs versenytársa beltartalmi értékek terén, oldható szárazanyagtartalma magas, egészségvédő hatása pedig a jelentős polifenol tartalom miatt kimagasló.
Nevét az ókori Görögország egyik leginkább tisztelt istennőjéről, Hesztiáról, a családi tűzhely, a családi élet őrzőjéről kapta.

## Története
A Prima fajta szabadmegporzású magoncaiból szelektálták ki a Budapesti Corvinus Egyetem Gyümölcstermő Növények Tanszékén (Ma Magyar Agrár- és Élettudományi Egyetem), a megporzó fél ismeretlen. A szelekciós munka 1992-ben kezdődött, nemesítése az Artemisz fajtáéval együtt zajlott. Nemesítői Tóth Magdolna és Kovács Szilvia. Állami elismerést 2011-ben nyert, európai uniós szabadalommal (CPVO) oltalmazott fajta.

## Jellemzői
A fa növekedése közepesen erős, elterülő koronát nevel, hosszú vesszőkkel. A termőnyársakon és a vesszőkön is hoz Virágot. 
Gyümölcse nagy, alakja kúpos, közepesen bordázott. A héj alapszíne sárga, amit 60-80%-ban borít piros bemosottság. A héj erősen hamvas, közepesen zsíros, parásodástól szinte teljesen mentes. A gyümölcshús világossárga, közepesen szilárd, roppanó, lédús, édes-savas kellemes aromával és kiemelkedő polifenol-tartalommal, mely antioxidáns hatással rendelkezik.

## Termesztési sajátosságai
Virágzási ideje kései, a gyümölcsök augusztus végén, szeptember elején szedhetők. Megfelelő minőség két menetben szüretelve érhető el. Termőre fordulása középkorai, rendszeresen és jól terem, alternanciára nem hajlamos. Gyümölcshullás nem jellemző, legfeljebb megkésett szüret esetén.

### Rezisztencia
Ventúriás varasodással szembeni rezisztenciája kiemelkedő, több gén által kódolt. Magas fokú rezisztenciát mutat a lisztharmatra és tűzelhalásra is.

## Felhasználása
Elsősorban friss fogyasztásra ajánlható árufajta, ugyanakkor aszalvány és a gyümölcslégyártás alapjául szolgáló sűrítmény is jó minőségben készíthető belőle.
Rezisztenciájának köszönhetően az ökológiai szemléletű gazdaságok meghatározó fajtája lehet. Integrált növényvédelmet folytató üzemek esetén a termesztés költségei elmaradnak a hagyományos fajtákétól, így a gazdaságok jövedelmezősége javulhat. Házikerti termesztésben is jelentős értéket képviselhet ellenállóságának köszönhetően, hiszen itt fokozottan érvényesül a kémiai növényvédelemtől mentes környezet igénye.